# Neptis kikuyuensis
Neptis kikuyuensis är en fjärilsart som beskrevs av Jackson 1950. Neptis kikuyuensis ingår i släktet Neptis och familjen praktfjärilar. Inga underarter finns listade i Catalogue of Life.